# شوستر (دهانه)
شوستر یک دهانه برخوردی در ماه‌ است.

## دهانه‌های اقماری
این دهانه ۷ دهانه اقماری دارد.
| Schuster | عرض جغرافیایی | طول جغرافیایی | قطر          |
| -------- | ------------- | ------------- | ------------ |
| K        | ۱.۳° N        | ۱۴۷.۷° E      | ۱۷.۰ کیلومتر |
| J        | ۱.۸° N        | ۱۴۹.۶° E      | ۱۴.۰ کیلومتر |
| N        | ۳.۴° N        | ۱۴۵.۸° E      | ۲۷.۰ کیلومتر |
| Q        | ۱.۰° N        | ۱۴۳.۴° E      | ۴۵.۰ کیلومتر |
| P        | ۱.۹° N        | ۱۴۴.۴° E      | ۱۶.۰ کیلومتر |
| R        | ۳.۵° N        | ۱۴۴.۸° E      | ۴۰.۰ کیلومتر |
| Y        | ۶.۷° N        | ۱۴۵.۵° E      | ۱۷.۰ کیلومتر |